# Stadion Mathias Stinnes
Het Stadion Mathias Stinnes is een voetbalstadion in het stadtteil Karnap van de Duitse stad Essen. 
Het oorspronkelijke stadion werd in 1925 gebouwd. In 1950 werd het gekocht door het mijnbouwbedrijf Zeche Mathias Stinnes en gerenoveerd tot een multifunctioneel stadion met 30.000 plaatsen waarvan 9.000 zitplaatsen en kreeg ook een sintelbaan. Het stadion werd vernoemd naar ondernemer Mathias Stinnes (1790-1845). Naast bedrijfssport voor het mijnbouwbedrijf werd het stadion ook gebruikt voor voetbalclub TSG Karnap 07 die tot 1995 de vaste bespeler was. 
Het Stadion Mathias Stinnes was op 23 september 1956 het decor voor de eerste officieuze interland voor zowel het West-Duits vrouwenvoetbalelftal als het Nederlands vrouwenvoetbalelftal. West-Duitsland won voor 17.000 toeschouwers met 2-1 en beide Duitse doelpunten werden gescoord door  Lotti Beckmann. Voor Nederland scoorde Lenie van der Jagt.
Het stadion werd gebruikt door het tweede team van Rot-Weiss Essen en in 2000 gekocht door energiebedrijf RWE. Hierna speelde de lagere amateurclubs Bader SV en Rot-Weiß Altenessen er en daarnaast werd er ook rugby gespeeld. Het hele complex raakte in verval en de kantine werd in 2009 gesloopt. Vanaf 2012 werd er niet meer gesport. Tussen september 2015 en november 2016 werd het complex gebruikt als tentenkamp voor vluchtelingen tijdens de Europese vluchtelingencrisis. Het complex, waarvan enkel nog één doel en delen van de tribunes overeind staan, raakte overwoekerd.